# Ghost Punting
Série
Return of the Lucky Stars
(1989) How to Meet the Lucky Stars
(1996)
Pour plus de détails, voir Fiche technique et Distribution.
Ghost Punting (五福星撞鬼, Wu fu xing chuang gui), aussi appelé Lucky Stars Ghost Encounter, est une comédie d'action hongkongaise réalisée par Sammo Hung, Corey Yuen, Eric Tsang et Ricky Lau et sortie en 1992 à Hong Kong. C'est le sixième volet de la série des Lucky Stars après Return of the Lucky Stars (1989).
Elle totalise 8 281 568 HK$ de recettes au box-office. Sa suite, How to Meet the Lucky Stars, sort en 1996.

## Synopsis
Les Lucky Stars partent en vacances sur une île et y découvrent un fantôme obsédé (Natalis Chan) dans un château près de leur cabane. Quatre policières viennent enquêter et les garçons essaient de les séduire. Après de nombreuses tentatives infructueuses, l'une des policières, Lai-ti (Elaine Lui (en)), est possédée par un fantôme masculin résidant dans le château. La bande la ramène à Hong Kong où ils apprennent que le fantôme veut se venger de sa mort. Le groupe est plus que disposé à l'aider si le fantôme les aide en retour à tricher au jeu. Finalement, Kidstuff (Sammo Hung) utilisera ses compétences en kung-fu pour combattre les assassins du fantôme.

## Fiche technique
- Titre original : 五福星撞鬼
- Titre international : Ghost Punting
- Réalisation : Sammo Hung, Corey Yuen, Eric Tsang et Ricky Lau
- Scénario : Barry Wong
- Photographie : Jimmy Leung et Chan Yuen-kai
- Montage : Hai Kit-wai
- Musique : Sherman Chow
- Production : Teddy Yip
- Société de production : Choice Film Productions Co.
- Société de distribution : Newport Entertainment
- Pays d'origine :  Hong Kong
- Langue originale : cantonais
- Format : couleur
- Genre : comédie d'action
- Durée : 94 minutes
- Dates de sortie :
  -  Hong Kong : 27 février 1992

## Distribution
- Sammo Hung : Eric/Kidstuff/Tse Koo-choyn
- Stanley Fung : Rawhide/Peau de rhino
- Richard Ng : Dai Sang Dei/Sandy
- Charlie Chin : U.S. Ginseng / Herb
- Eric Tsang : Tête ronde/Bouddha Fruit
- Natalis Chan : le fantôme
- Sibelle Hu : Barbara Wu
- Elaine Lui (en) : Leung Lai-ti